# Kerkstraat 7-9 (Soest)
Het blok Kerkstraat 7, 9a en 9 is een gemeentelijk monument in de Kerkebuurt van Soest in de provincie Utrecht.
Achter dit voormalig dubbele woonhuis staat nog een pand dat vermoedelijk ook als woonhuis werd gebouwd. De nok loopt evenwijdig aan de Kerkstraat In de asymmetrische voorgevel zitten links drie vensters met twaalf ruitjes, rechts zijn twee negenruits schuifvensters. Boven de deur in de linkergevel zitten eveneens ruitjes met dezelfde maat roedenverdeling. De vensters zijn voorzien van groene luiken. Het achterliggende bakstenen huis heeft een rechthoekige plattegrond. Op het dak staan twee dakkapellen.